# Пастор Малдонадо
Пастор Малдонадо е пилот от Формула 1. Роден е на 9 март 1985 г. в Маракай (Венецуела). Шампион е в ГП2 за 2010 година, както и бивш шампион в италианската Формула Рено. От 2011 е пилот на британския отбор Уилямс и с това започва неговата кариера във Формула 1.

## Формула Серии
Кариерата на венецуелеца започва през 2003 година. Тогава той прави един цял сезон в италианската Формула Рено с тима на Крам Къмпетишън и завършва седми в крайното класиране сред пилотите.
През 2004 година печели Титлата на Италия с осем победи и шест потегляния от първа позиция от общо 17 старта. В Европейския шампионат завършва осми.
През 2005 година продължава с четири старта в италианската F3000 и седем в Световните серии на Рено. Пастор бива наказан за четири състезания, заради опасно пилотиране. След инцидент в Монако, той не спазва жълтите флагове и вследствие на това сериозно контузва един от маршалите на трасето.
Във Формула Рено 3.5 Малдонадо прекарва 2006 година, а през 2007 преминава в ГП2 с екипа на Тридент Рейсинг.
Там той печели първата си победа в едва четвъртото си състезание. Четири кръга преди края на шампионата обаче Пастор чупи рамото си и това го извежда от шампионата. Така той остава и извън топ 10 в крайното класиране.
Следващия сезон младият пилот започва с екипа на Пикет Спортс. През 2009 подписва с ART Гран при. Негов съотборник там е Нико Хюлкенберг, който става и шампион през същата година. Нико преминава във Формула 1 с екипа на Уилямс през 2010 година, а Малдонадо остава в ГП2.
Той печели шампионата и след края на сезон 2010 във Ф1 от Уилямс взимат венецуелеца именно на мястото на бившия му съотборник Хюлкенберг.

## 2011
Пастор подписва договор с доста силен финансов гръб в лицето на Венецуелската петролна компания-PDVSA с легендарния британски отбор Уилямс и от 2011 година той започва своята кариера в най-атрактивната надпревара, съотборник му е опитният пилот Рубенс Барикело. В предсезонните подготовки Уилямс дава сериозна заявка за сезон 2011 с доста добри времена. Но сезонът може да се определи като доста лош за Малдонадо, защото в състезанията за голямата награда на Австралия, Малайзия, Канада, Корея, Индия и Бразилия той отпада и трябва да изчака чак до 12-ия кръг (гран при на Белгия), за да отбележи първата си и единствена точка в актива си до самия край на сезона. Критикуван е множество пъти от медиите затова, че предизвиква инциденти най-вече с Люис Хамилтън и затова, че е „платен пилот“. Сезон 2011 Малдонадо приключва на 19-а позиция.

## 2012
През сезон 2012 Уилямс не подновяват договор на опитния бразилски пилот Рубенс Барикело и на негово място идва племенникът на легендарния трикратен световен шампион от Бразилия Айртон Сена – Бруно Сена. Така в Уилямс се оформя латиноамериканско дуо. Сезон 2012 не започва по най-добрия начин за Пастор, защото през първите две състезания той не отбелязва нито една точка и първите му точки в актива идват едва при третото състезание (гран при на Китай). В четвъртото състезание той също не отбелязва нито една точка. Подобрената форма на Уилямс за гран при на Испания дава шанса на Пастор да се представи на топ ниво и той го прави. С първи пол позишън за Уилямс от гран при на Бразилия 2010 Пастор печели състезанието и издига Уилямс на върха на почетната стълбичка за първи път от гран при на Бразилия 2004, когато това го прави Хуан Пабло Монтоя. Така той печели първата победа в кариерата си и става първия венецуелски пилот, печелил някога състезание от Формула 1. След това състезание се наблюдава рязък спад в представянето му, като в следващите девет състезания не влиза нито веднъж в зоната на точките и често бива наказван поради сблъсъци с различни пилоти от падока като Педро де ла Роса – в Монако, Люис Хамилтън – във Валенсия, Серхио Перес – на Силвърстоун и Пол ди Реста – в Унгария. В квалификацията на ГП на Белгия завършва 3-ти, но е наказан с 3 места назад, защото задържа Хюлкенберг по време на първата част. Още в началните обиколки на състезанието отпада, след като става част от голямата катастрофа на старта, а след това се сблъсква и с Тимо Глок при опит за изпреварване, което му коства 10 места към стартовата му позиция в Монца.